# Mont-Saint-Michel (Quebec)
Mont-Saint-Michel es un municipio canadiense situado en la provincia de Quebec.

## Superficie
Mont-Saint-Michel tiene una superficie de 138,16 km².

## Demografía
En 2021, tenía 581 habitantes, una densidad poblacional de 4,2 hab./km², y 382 viviendas.